# Guijo de Ávila (kommun)
Guijo de Ávila är en kommun i Spanien.   Den ligger i provinsen Provincia de Salamanca och regionen Kastilien och Leon, i den centrala delen av landet, 160 km väster om huvudstaden Madrid.